# スルホアセトアルデヒドアセチルトランスフェラーゼ
スルホアセトアルデヒドアセチルトランスフェラーゼ(Sulfoacetaldehyde acetyltransferase、EC 2.3.3.15)は、以下の化学反応を触媒する酵素である。
アセチルリン酸 + 亜硫酸{\displaystyle \rightleftharpoons }2-スルホアセトアルデヒド + リン酸
従って、この酵素の基質はアセチルリン酸と亜硫酸の2つ、生成物は2-スルホアセトアルデヒドとリン酸の2つである。
この酵素は転移酵素、特にアシル基をアルキル基に変換するアシルトランスフェラーゼに分類される。系統名はアセチルリン酸:亜硫酸 S-アセチルトランスフェラーゼ (アシルリン酸加水分解, 2-オキソエチル形成)(acetyl-phosphate:sulfite S-acetyltransferase (acyl-phosphate hydrolysing, 2-oxoethyl-forming))である。他に、Xsc等とも呼ばれる。この酵素は、タウリンとヒポタウリンの代謝に関与している。